# Pedro Betancourt Dávalos
Pedro Estanislao Betancourt Dávalos (Sabanilla del Encomendador, 6 de agosto de 1858-La Habana, 19 de mayo de 1933) fue un cirujano, militar y político cubano que participó en la Guerra de Independencia cubana en el bando libertador, teniendo como lugar de actuación Matanzas y logrando el grado de mayor general de dicho ejército en la Guerra del 95. Como político, Betancourt fue representante de su provincia en la Asamblea de Santa Cruz del Sur (1899), delegado en la Asamblea Constituyente de 1901, donde votó a favor de la Enmienda Platt; gobernador de la provincia de Matanzas (1899-1902), senador del mismo lugar (1902-1906), secretario de Agricultura,  Comercio y Trabajo en el gabinete del entonces presidente Alfredo Zayas (20 de junio de 1922-20 de mayo de 1925) y presidente del Consejo Nacional de Veteranos. 

## Biografía

### Primeros años y Carrera militar
Pedro Estanislao Betancourt Dávalos nació en Sabanilla del Encomendador, en la provincia de Matanzas, el 6 de agosto de 1858. Descendiente de colonos españoles originarios de las islas Canarias,  Betancourt decidió participar en el movimiento independentista cubano organizando el levantamiento, junto a otros personajes, en su lugar de origen, Matanzas. Sin embargo, inicialmente el levantamiento fracasó y Betancourt decidió regresar a Matanzas y someterse voluntariamente, el 28 de agosto, a las autoridades que allí estaban presentes.
Sin embargo, luego volvió a enfrentarse contra los españoles, logrando destacadas hazañas. Esto provocó que fuera hecho prisionero en el Castillo de San Severino, siendo luego enviado a Madrid, con la prohibición de volver a Cuba. Sin embargo, el médico cubano consiguió escapar de la provincia española el 10 de junio de 1895 y viajó hacia Nueva York, haciendo escala en París. 
Tras su estancia en Nuevo York regresó a Cuba en el vapor Willmington. Sin embargo, cuando el barco pasó por la isla Gran Inagua, en Bahamas, la expedición que en ella estaba fue apresada por los ingleses, por lo que los expedicionarios permanecieron presos un cierto periodo de tiempo en la capital bahameña de Nasáu. 
Tras ser liberado, Betancourt no abandonó sus intentos independentistas de Cuba y decidió regresar a Nueva York, desde donde salió rumbo a Cuba en una nueva expedición, en el vapor Bermuda, el cual estaba liderado por un futuro líder de la independencia cubana, el mayor general Calixto García. El 24 de marzo de 1896, el barco desembarcó en Maraví, en la provincia de Baracoa. Ese mismo día, Betancourt entraría en el Ejército Libertador con el grado militar de teniente coronel. 
Tras esto, estuvo trabajando en el Cuartel General del General en Jefe, siendo designado para actuar en la provincia de Matanzas, su lugar de nacimiento. Allí llegó el 4 de junio de 1896, donde, obedeciendo las órdenes dadas por el general de división José Lacreto, organizó la Brigada Oeste, convirtiéndose en jefe de la misma. El 8 de junio de 1896 fue nombrado coronel. 
Solo seis días después de eso, fue enviado a la jefatura de la Brigada Norte, en el Quinto Cuerpo de la Primera División. En esta brigada participaría, por orden cronológico, en los combates del ingenio Magdalena (5 de agosto de 1896), de Limones (26 de julio de 1896), de Buen Amigo (18 de octubre de 1896), de Purgatorio (3 de diciembre de 1896), de Infierno y de Macurijes, luchando también en diversos poblados como fueron el de Perico y el de Canasí. 
Así, ya el 26 de julio de 1897 fue asignado general de brigada y jefe del Quinto Cuerpo de la Primera División, dirigiendo dicho cuerpo militar durante más de 12 "acciones combativas" de significativa importancia en la guerra cubana. Además, el 30 de diciembre de ese año (1897) fue nombrado general de división. Al año siguiente, el 26 de febrero de 1898, él fue el encargado de recibir la duodécima y última expedición del vapor Dauntless, cuando esta desembarcó en Caleta del Barco, en la Bahía de Matanzas. Finalmente, el 15 de agosto de 1898 lo nombraron mayor general.

### Carrera política (1899-1933)

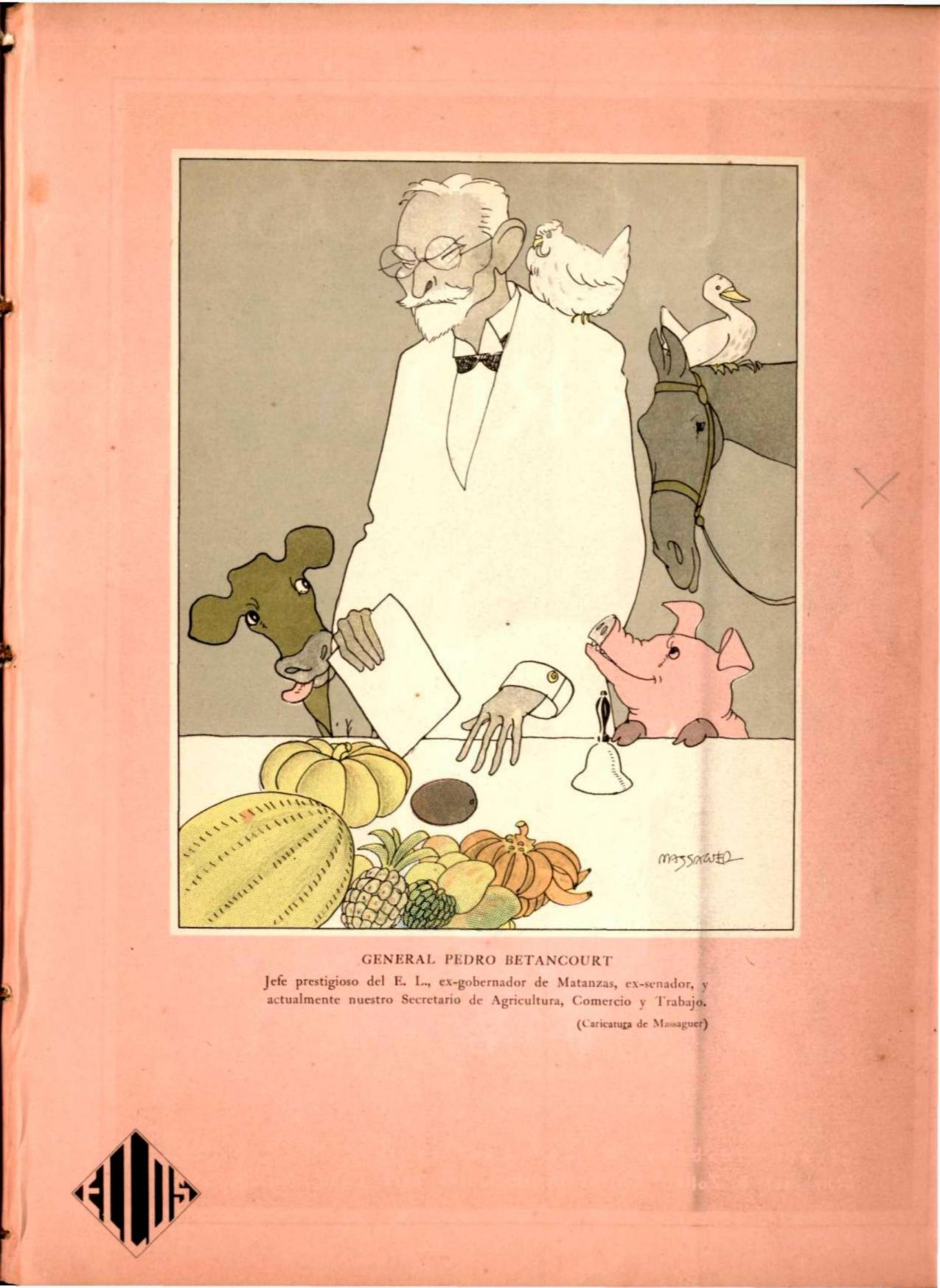
Caricaturizado por Massaguer en Social (1923)

El 1 de enero de 1899, tras la ocupación estadounidense militar de Cuba en 1898, obtuvo su licenciatura y fue elegido delegado en la Asamblea Constituyente de 1901, donde, el 1 de marzo de ese año, aprobó la llamada Enmienda Platt. 
El 11 de marzo de 1899 fue elegido representante de su provincia en la Asamblea de Santa Cruz del Sur, donde se encargó de aprobar la del mayor general Máximo Gómez, de gran importancia en la guerra independentista cubana, como general en jefe del Ejército Libertador. 
En 1899 obtuvo el gobierno de la provincia de Matanzas, gobierno del que fue destituido finalmente en 1902, tras el abandono estadounidense del recién nacido país. 
En 1902 fue elegido senador de Matanzas, manteniendo el cargo hasta 1906. Más tarde, el 20 de junio de 1922 fue secretario de Agricultura, Comercio y Trabajo en el gabinete del entonces presidente Alfredo Zayas. Betancourt abandonó el cargo político el 20 de mayo de 1925. Además, estuvo varios años presidiendo el Consejo Nacional de Veteranos. 
Durante los últimos días de su vida conspiró contra la dictadura de Gerardo Machado. Murió el 19 de mayo de 1933 en la La Habana.

## Legado
- En honor a él, se bautizó con su nombre el antiguo pueblo de Corral Falso de Macurijes.[1]